# Stemodia jorullensis
Stemodia jorullensis là một loài thực vật có hoa trong họ Mã đề. Loài này được Kunth miêu tả khoa học đầu tiên năm 1817.